# 茲韋尼奇夫
51°41′52″N 31°17′48″E / 51.69778°N 31.29667°E
茲韋尼奇夫（烏克蘭語：Звеничів），是烏克蘭北部的村莊，隸屬切爾尼希夫州的切爾尼希夫區。該村始建於1752年，面積1.91平方公里，海拔高度121米，2001年人口192，人口密度每平方公里100.5人。